# 2-methylpropan-1-ol
2-methylpropaan-1-ol of isobutanol (ook wel isobutylalcohol genoemd) is een primair alcohol. De stof is een bestanddeel van thinner.
Het molecuul bestaat uit een hydroxylgroep en een isobutylgroep.

## Synthese
Isobutanol kan geproduceerd worden door:
- de hydroformylering van propeen via isobutyraldehyde. Isobutanol is hier te beschouwen als nevenproduct, omdat in dit oxoproces vooral butaan-1-ol gevormd wordt;
- de guerbet-reactie van een mengsel van methanol en propaan-1-ol[1];
- de fermentatie met behulp van micro-organismen van koolhydraten afkomstig van biomassa.

## Toepassingen
De toepassingen van isobutanol zijn grotendeels vergelijkbaar met die van butaan-1-ol:
- oplosmiddel,
- reagens in de synthese van weekmakers en esters voor reuk- en smaakstoffen,
- bestanddeel van lakken en drukinkten,
- brandstof of brandstofadditief.